# Пісочник жорсткий
Пісочник жорсткий, еремогоне жорстка (Eremogone rigida) — вид рослин з родини гвоздикових (Caryophyllaceae); зростає у південно-східній Європі.

## Опис
Багаторічна рослина 20–40 см. Прикореневі листки 8–12 см завдовжки, стеблові — 3–5 см. Чашолистки гострі, 5–7 мм довжиною; пелюстки і коробочки майже рівні їм.
Цвітіння відбувається в червні — липні.

## Поширення
Зростає в Румунії, Болгарії, Молдові, на півдні України, на півдні європейської Росії.
В Україні зростає на степових кам'янистих схилах — у Степу, часто; у Правобережному Лісостепу, рідко. Спорадично трапляється в Харківській, Донецькій, Кіровоградській, Дніпропетровській, Запорізькій, Миколаївській, Херсонській та Одеській областях.

## Охорона
В Україні вид перебуває під охороною — він занесений до переліків регіонально рідкісних рослин Дніпропетровської, Донецької та Запорізької областей..
Основними негативними факторами є надмірне господарське і рекреаційне використання пісків, кам'янистих відслонень та прилеглих до них степових ділянок, у тому числі лісорозведення та надмірний випас худоби.
Пісочник жорсткий як елемент біорізноманіття охороняється в біосферних заповідниках «Дунайські плавні» і «Асканія-Нова»,    Національному заповіднику «Хортиця» та ряді інших природоохоронних об'єктів України.